# ليلان
ليلان (الفارسية: ليلان)، هي مدينة تقع في القسم المركزي من مقاطعة ليلان التابعة لمحافظة أذربيجان الشرقية في إيران، وتُعدّ عاصمة لكل من المقاطعة والقسم الإداري المركزي فيها. كانت ليلان سابقًا المركز الإداري لناحية "ليلان الجنوبي الريفية"، إلى أن تم نقل عاصمة تلك الناحية إلى قرية تورجي. يقدر عدد سكانها بـ 6,079 نسمة .